# 神戸学院大学硬式野球部
神戸学院大学硬式野球部（こうべがくいんだいがくこうしきやきゅうぶ、Kobe Gakuin University Baseball Club）は、関西六大学野球連盟に所属する大学野球チーム。略称は神院大、ローマ字略称はKGU。神戸学院大学の学生によって構成されている。

## 歴史
神戸学院大学開学翌年の1967年に創部。
1970年春、阪神大学野球連盟2部に加盟。同年秋、2部リーグ戦で優勝し入替戦で桃山学院大に勝利し1部に昇格。
1974年秋の阪神大学野球リーグ戦優勝の後、創部初のプロ野球選手となる田中彰投手の活躍により旧関西六大学野球連盟（旧関六）最下位校との入替戦で大阪学院大に勝利し、旧関六に初昇格を果たす。
1980年春、旧関西六大学リーグで最下位となり入替戦で大阪経済大に敗れ、阪神大学野球連盟に降格する。
1982年、入替戦を旨とする関西大学野球連合の解体により新生の現関西六大学野球連盟（一部制：六大学固定）に加盟。
新旧の関西六大学リーグ加盟以降、4位以下のBクラスや最下位に留まることが多かった。
1987年秋、4回生赤沢英樹投手（通算26勝31敗）らの活躍で龍谷大に次ぐ初のリーグ戦2位となる。
1990年秋から1993年春まで6季連続で最下位となる。この間、中島寛文（通算13勝33敗、91年卒）、松村整（通算13勝24敗、94年卒）らが投手陣を支えた。
1997年秋、山田幸二郎（通算15勝12敗）と井上靖士（通算17勝23敗）の4回生両投手らの活躍でリーグ戦で初優勝を果たす。続く関西地区大学野球選手権大会（関西地区代表決定戦）で敗退し、明治神宮野球大会に出場できず。
1998年秋から2001年春まで2度目の6季連続最下位となる。
以降、西口泰史（通算15勝9敗、07年卒）らが活躍したもののリーグ優勝には手が届かなかった。
2011年秋、龍谷大の3連覇を抑え2回目のリーグ戦優勝を果たす。4回生山徳純平や2回生安岡瑞葵らの打撃陣が活躍した。続く関西地区大学野球選手権大会（関西地区代表決定戦）で敗退し、明治神宮野球大会に出場できず。
2023年秋、3回生藤井基投手が対大阪学院大3回戦（9月13日）で同大学初の連盟11人目のノーヒットノーランを達成。なお、3日後の9月16日には大阪商業大4回生上田大河投手も対大阪学院大1回戦でノーヒットノーランを達成した。

## 本拠地
神戸学院大学櫨谷グラウンド：神戸市西区櫨谷町菅野

## リーグ戦開催地
ほっともっとフィールド神戸（前グリーンスタジアム神戸）他

## 記録（2013年終了時）
- 関西六大学野球連盟

リーグ優勝2回（リーグ最少）、全日本大学野球選手権大会出場0回、明治神宮野球大会出場0回 
- リーグ優勝：1997年（平成9年）秋、2011年（平成23年）秋
- 同97年秋の初優勝は創部30年目、1982年（昭和57年）の関西六大学野球連盟所属後15年目のことになる。

- 旧関西六大学野球連盟時代

1974年（昭和49年）秋の入替戦（対大院大）で勝利し、阪神大学野球連盟から旧関六に初昇格。1975年（昭和50年）春（5位）以降、1980年（昭和55年）春（6位）までの11期所属。同80年春の入替戦（対大経大）で敗れ降格し、再び阪神大学野球連盟に所属。
リーグ優勝0回
- 阪神大学野球連盟時代

1970年（昭和45年）春に二部リーグ所属。翌1971年春から1974年（昭和49年）秋まで一部リーグ所属。1980年（昭和55年）秋から1981年（昭和56年）秋まで一部リーグ所属。
リーグ優勝5回（一部リーグ）
- リーグ優勝：1972年（昭和47年）春・秋、1974年（昭和49年）春・秋、1980年（昭和55年）秋

- 神戸新聞社杯争奪 兵庫県大学野球選手権大会

優勝3回
- 優勝：2006年（平成18年度／第2回）、2009年（平成21年度／第5回）、2010年（平成22年度／第6回）
- 尚、出場校は同校含め全12校（関西学院大学、兵庫県立大学、神戸大学、旧神戸大学海事科学部（旧神戸商船大学）、流通科学大学、関西福祉大学、甲南大学、関西国際大学、神戸国際大学、兵庫大学、姫路獨協大学）

## 主な出身者
- 田中彰（内野手） - 1976年ドラフト外で阪急ブレーブス
- 武田章吾（投手） - 1977年ドラフト外でクラウンライターライオンズ
- 岡嵜雄介（外野手） - 四国アイランドリーグplus・徳島インディゴソックス、高校野球指導者（武田高校監督）

## ユニホーム
- 1980年代の野球日本代表のビジターユニホームを想わせる上着は紺色。袖に赤・白ラインが入る。パンツは白。ストッキング、アンダーシャツ、ベルトも紺色でスパイクも紺に赤・白のカラー構成。
- 左胸に校章とKOBE、左肩にGAKUINの文字が入り、背番号に加えユニホーム全面右側にも番号が入る。
- 帽子・ヘルメットにKGU。